# Verbandsliga Brandenburg 2002/03
Die Verbandsliga Brandenburg 2002/03 war die 13. Spielzeit und die neunte als fünfthöchste Spielklasse im Fußball der Männer. 
Der Frankfurter FC Viktoria 91 wurde in dieser Saison zum zweiten Mal Landesmeister in Brandenburg und stieg damit in die Fußball-Oberliga Nordost auf. Der SV Schwarz-Rot Neustadt (Dosse) errang, mit 2 Punkten Rückstand, die Vizemeisterschaft. 
Als Absteiger standen nach dem 30. Spieltag der SV Kloster Lehnin und der FSV Glückauf Brieske-Senftenberg fest und mussten in die Landesliga absteigen.

## Teilnehmer
An der Spielzeit 2002/03 nahmen insgesamt 16 Vereine teil.
| Mannschaften aus der Verbandsliga Brandenburg 2001/02 | Mannschaften aus der Verbandsliga Brandenburg 2001/02 | Mannschaften aus der Verbandsliga Brandenburg 2001/02 |
| ----------------------------------------------------- | ----------------------------------------------------- | ----------------------------------------------------- |
| FSV Union Fürstenwalde Fn. 1                          | FSV 63 Luckenwalde                                    | FSV Glückauf Brieske-Senftenberg                      |
| FC Stahl Brandenburg                                  | SV Germania 90 Schöneiche                             | Frankfurter FC Viktoria 91                            |
| SV Schwarz-Rot Neustadt (Dosse)                       | Ludwigsfelder FC                                      | SV Falkensee-Finkenkrug                               |
| SV Altlüdersdorf                                      | SV Babelsberg 03 II                                   | MSV Hanse Frankfurt                                   |
| FC 98 Hennigsdorf                                     |                                                       |                                                       |

| ▲Aufsteiger aus der Landesliga 2001/02 | ▲Aufsteiger aus der Landesliga 2001/02 | ▲Aufsteiger aus der Landesliga 2001/02 |
| -------------------------------------- | -------------------------------------- | -------------------------------------- |
| SC Oberhavel Velten                    | SV Kloster Lehnin                      | Breesener SV Guben Nord                |

## Abschlusstabelle
| Pl. | Verein                           | Sp. | S  | U  | N  | Tore    | Diff. | Punkte |
| --- | -------------------------------- | --- | -- | -- | -- | ------- | ----- | ------ |
| 1.  | Frankfurter FC Viktoria 91       | 30  | 19 | 7  | 4  | 071:250 | +46   | 64     |
| 2.  | SV Schwarz-Rot Neustadt (Dosse)  | 30  | 18 | 8  | 4  | 060:290 | +31   | 62     |
| 3.  | SV Falkensee-Finkenkrug          | 30  | 17 | 10 | 3  | 078:270 | +51   | 61     |
| 4.  | Ludwigsfelder FC                 | 30  | 18 | 3  | 9  | 061:330 | +28   | 57     |
| 5.  | SV Altlüdersdorf                 | 30  | 16 | 4  | 10 | 068:410 | +27   | 52     |
| 6.  | SV Germania 90 Schöneiche        | 30  | 15 | 6  | 9  | 072:560 | +16   | 51     |
| 7.  | FSV 63 Luckenwalde               | 30  | 12 | 4  | 14 | 049:580 | −9    | 40     |
| 8.  | FC 98 Hennigsdorf                | 30  | 11 | 6  | 13 | 058:530 | +5    | 39     |
| 9.  | SC Oberhavel Velten (N)          | 30  | 10 | 8  | 12 | 035:510 | −16   | 38     |
| 10. | SV Babelsberg 03 II              | 30  | 8  | 12 | 10 | 053:580 | −5    | 36     |
| 11. | Breesener SV Guben Nord (N)      | 30  | 10 | 5  | 15 | 049:610 | −12   | 35     |
| 12. | FSV Union Fürstenwalde           | 30  | 10 | 5  | 15 | 038:500 | −12   | 35     |
| 13. | MSV Hanse Frankfurt              | 30  | 9  | 7  | 14 | 043:730 | −30   | 34     |
| 14. | FC Stahl Brandenburg             | 30  | 7  | 8  | 15 | 043:640 | −21   | 29     |
| 15. | FSV Glückauf Brieske-Senftenberg | 30  | 6  | 8  | 16 | 027:630 | −36   | 26     |
| 16. | SV Kloster Lehnin (N)            | 30  | 2  | 3  | 25 | 023:860 | −63   | 09     |

| (N) | Aufsteiger aus der Landesliga 2001/02 |

## Kreuztabelle
Die Kreuztabelle stellt die Ergebnisse aller Spiele dieser Saison dar. Die Heimmannschaft ist in der linken Spalte, die Gastmannschaft in der oberen Zeile aufgelistet.
| 2002/03                          | Frankfurter FC Viktoria 91 | SV Schwarz-Rot Neustadt (Dosse) | SV Falkensee-Finkenkrug | Ludwigsfelder FC | SV Altlüdersdorf | SV Germania 90 Schöneiche | FSV 63 Luckenwalde | FC 98 Hennigsdorf | SC Oberhavel Velten | SV Babelsberg 03 II | Breesener SV Guben Nord | FSV Union Fürstenwalde | MSV Hanse Frankfurt | FC Stahl Brandenburg | FSV Glückauf Brieske-Senftenberg | SV Kloster Lehnin |
| -------------------------------- | -------------------------- | ------------------------------- | ----------------------- | ---------------- | ---------------- | ------------------------- | ------------------ | ----------------- | ------------------- | ------------------- | ----------------------- | ---------------------- | ------------------- | -------------------- | -------------------------------- | ----------------- |
| Frankfurter FC Viktoria 91       |                            | 2:1                             | 2:2                     | 0:0              | 2:0              | 4:0                       | 7:0                | 0:3               | 4:0                 | 0:2                 | 5:0                     | 2:1                    | 1:1                 | 4:0                  | 5:1                              | 2:0               |
| SV Schwarz-Rot Neustadt (Dosse)  | 2:2                        |                                 | 2:1                     | 1:0              | 2:1              | 6:0                       | 2:0                | 2:3               | 3:1                 | 6:1                 | 3:0                     | 0:0                    | 5:2                 | 3:0                  | 1:1                              | 1:0               |
| SV Falkensee-Finkenkrug          | 2:1                        | 3:1                             |                         | 0:1              | 0:0              | 3:1                       | 3:1                | 1:3               | 4:1                 | 0:0                 | 2:0                     | 6:0                    | 3:0                 | 4:0                  | 9:0                              | 2:0               |
| Ludwigsfelder FC                 | 2:3                        | 0:2                             | 3:3                     |                  | 2:0              | 3:1                       | 1:0                | 2:0               | 1:0                 | 3:3                 | 3:0                     | 0:1                    | 4:0                 | 2:1                  | 2:0                              | 6:0               |
| SV Altlüdersdorf                 | 1:3                        | 4:1                             | 2:3                     | 2:0              |                  | 2:2                       | 2:1                | 2:1               | 5:1                 | 2:1                 | 6:0                     | 1:4                    | 4:1                 | 0:0                  | 3:0                              | 5:0               |
| SV Germania 90 Schöneiche        | 1:2                        | 1:3                             | 2:2                     | 1:6              | 2:2              |                           | 3:0                | 3:1               | 3:0                 | 4:2                 | 3:2                     | 3:0                    | 4:1                 | 3:3                  | 2:0                              | 4:0               |
| FSV 63 Luckenwalde               | 2:2                        | 0:1                             | 1:4                     | 2:1              | 1:6              | 1:3                       |                    | 3:0               | 2:1                 | 0:0                 | 2:1                     | 4:2                    | 5:0                 | 3:1                  | 3:1                              | 4:2               |
| FC 98 Hennigsdorf                | 0:3                        | 2:4                             | 0:0                     | 4:0              | 0:2              | 2:1                       | 3:1                |                   | 2:2                 | 3:3                 | 2:3                     | 0:2                    | 6:0                 | 1:1                  | 3:0                              | 4:1               |
| SC Oberhavel Velten              | 2:1                        | 1:1                             | 0:5                     | 2:0              | 1:0              | 3:3                       | 3:0                | 1:1               |                     | 0:0                 | 3:2                     | 0:0                    | 2:0                 | 0:2                  | 4:1                              | 1:0               |
| SV Babelsberg 03 II              | 0:2                        | 1:1                             | 0:5                     | 2:3              | 6:3              | 3:3                       | 1:1                | 4:3               | 3:0                 |                     | 1:1                     | 4:1                    | 0:0                 | 6:3                  | 2:1                              | 3:1               |
| Breesener SV Guben Nord          | 1:1                        | 1:2                             | 0:0                     | 2:1              | 1:3              | 2:3                       | 2:1                | 3:0               | 1:1                 | 3:0                 |                         | 0:2                    | 2:3                 | 3:2                  | 4:1                              | 5:0               |
| FSV Union Fürstenwalde           | 0:4                        | 0:1                             | 3:3                     | 0:1              | 1:0              | 0:2                       | 1:4                | 1:4               | 1:2                 | 1:0                 | 1:2                     |                        | 1:2                 | 4:1                  | 1:0                              | 5:0               |
| MSV Hanse Frankfurt              | 1:3                        | 1:1                             | 1:5                     | 1:4              | 1:3              | 2:5                       | 2:3                | 1:0               | 4:1                 | 0:0                 | 5:2                     | 0:0                    |                     | 1:1                  | 1:1                              | 1:0               |
| FC Stahl Brandenburg             | 0:1                        | 1:1                             | 0:0                     | 2:4              | 2:3              | 0:4                       | 1:1                | 1:4               | 0:1                 | 4:2                 | 3:2                     | 2:1                    | 2:3                 |                      | 2:0                              | 2:1               |
| FSV Glückauf Brieske-Senftenberg | 0:3                        | 0:0                             | 2:2                     | 0:3              | 1:0              | 1:0                       | 2:1                | 1:1               | 1:1                 | 2:1                 | 1:1                     | 1:3                    | 1:2                 | 1:1                  |                                  | 2:0               |
| SV Kloster Lehnin                | 0:0                        | 0:1                             | 0:1                     | 0:3              | 1:4              | 0:5                       | 0:2                | 5:2               | 1:0                 | 2:2                 | 1:3                     | 1:1                    | 4:6                 | 1:5                  | 2:4                              |                   |

## Statistiken

### Torschützenliste
| Pl. | Spieler           | Mannschaft                 | Tore |
| --- | ----------------- | -------------------------- | ---- |
| 1.  | Thomas Bleck      | Frankfurter FC Viktoria 91 | 25   |
| 1.  | Andreas Schiemann | SV Falkensee-Finkenkrug    | 25   |
| 3.  | Ingo Klinkmüller  | FSV 63 Luckenwalde         | 22   |
| 4.  | Torsten Ducklauß  | MSV Hanse Frankfurt        | 21   |
| 5.  | René Neumann      | Breesener SV Guben Nord    | 19   |
| 5.  | Falko König       | FC 98 Hennigsdorf          | 19   |

### Zuschauertabelle
| Pl.    | Verein | Verein                           | Spiele | Zuschauer | ø pro Spiel |
| ------ | ------ | -------------------------------- | ------ | --------- | ----------- |
| 01.    |        | FSV 63 Luckenwalde               | 15     | 4.410     | 294         |
| 02.    |        | Breesener SV Guben Nord          | 15     | 3.820     | 255         |
| 03.    |        | SV Falkensee-Finkenkrug          | 15     | 3.681     | 245         |
| 04.    |        | Ludwigsfelder FC                 | 15     | 3.331     | 222         |
| 05.    |        | FC 98 Hennigsdorf                | 15     | 3.133     | 209         |
| 06.    |        | SV Altlüdersdorf                 | 15     | 2.770     | 185         |
| 07.    |        | SV Germania 90 Schöneiche        | 15     | 2.666     | 178         |
| 08.    |        | FC Stahl Brandenburg             | 15     | 2.445     | 163         |
| 09.    |        | FSV Glückauf Brieske-Senftenberg | 15     | 2.390     | 159         |
| 10.    |        | Frankfurter FC Viktoria 91       | 15     | 2.305     | 154         |
| 11.    |        | SV Kloster Lehnin                | 15     | 2.292     | 153         |
| 12.    |        | SV Schwarz-Rot Neustadt (Dosse)  | 15     | 2.280     | 152         |
| 13.    |        | SC Oberhavel Velten              | 15     | 1.848     | 123         |
| 14.    |        | MSV Hanse Frankfurt              | 15     | 1.565     | 104         |
| 15.    |        | FSV Union Fürstenwalde           | 15     | 1.245     | 83          |
| 16.    |        | SV Babelsberg 03 II              | 15     | 1.102     | 73          |
| Gesamt | Gesamt | Gesamt                           | Gesamt | 41.283    | 172         |